# Delphinium likiangense
Delphinium likiangense är en ranunkelväxtart som beskrevs av Adrien René Franchet. Delphinium likiangense ingår i släktet storriddarsporrar, och familjen ranunkelväxter. Inga underarter finns listade i Catalogue of Life.